# جوناثان فارياس
جوناثان فارياس (بالإسبانية: Jonathan Farias)‏ (27 مارس 1998 في الأرجنتين - ) هو لاعب كرة قدم أرجنتيني في مركز الوسط. لعب مع سيركل بروج.

## وصلات خارجية
- جوناثان فارياس على موقع قاعدة بيانات كرة القدم.إي يو (الإنجليزية)
- جوناثان فارياس على موقع Soccerway.com (الإنجليزية)